# GRB 090423
GRB 090423 là một vụ chớp gamma (GRB) được phát hiện bởi vụ nổ Swift Gamma-Ray Burst vào ngày 23 tháng 4 năm 2009 lúc 07:55:19 UTC với ánh sáng mặt trời được phát hiện trong hồng ngoại và cho phép các nhà thiên văn xác định rằng sự dịch chuyển đỏ của nó là z = 8.2, điều này làm cho nó trở thành đối tượng xa nhất thứ 3 được phát hiện cho đến nay với một sự chuyển đổi đỏ quang phổ.
Một vụ nổ tia gamma là sự kiện cực kỳ phát sáng của tia gamma xảy ra như là kết quả của vụ nổ, và được cho là có liên quan đến sự hình thành của một hố đen. Bản thân vụ chớp chỉ kéo dài vài giây, nhưng tia gamma thường phát ra "ánh sáng" ở các bước sóng dài hơn, có thể quan sát được trong nhiều giờ hoặc thậm chí vài ngày sau vụ nổ. Các phép đo tại các bước sóng này, bao gồm X-quang, tia cực tím, ánh sáng, hồng ngoại, và sóng radio, cho phép theo dõi nghiên cứu của sự kiện.
Tốc độ giới hạn của ánh sáng có nghĩa là GRB 090423 cũng là vật thể sớm nhất từng được phát hiện và đã được đo độ lệch đỏ. Vũ trụ chỉ có 630 triệu năm tuổi khi ánh sáng phát ra từ GRB 090423, và sự phát hiện của nó xác nhận rằng các ngôi sao khổng lồ đã được sinh ra và chết ngay từ rất sớm trong cuộc đời của vũ trụ. GRB 090423 và các sự kiện tương tự cung cấp một phương tiện duy nhất để nghiên cứu vũ trụ sơ khai, như một vài vật thể khác của thời đại đó đủ sáng để được nhìn thấy bằng kính thiên văn ngày nay.